# Anicet Utset
Anicet Utset   (Terrassa, 17 de gener de 1932 - Terrassa, 11 de novembre de 1998) va ser un ciclista català que fou professional entre 1956 i 1961. Durant la seva carrera destaca la victòria a la Volta a Catalunya de 1956, així com el Trofeu Jaumendreu de 1954.

## Palmarès
- 1954
  - 1r al Trofeu Jaumendreu
- 1956
  -  1r a la Volta Ciclista a Catalunya
- 1959
  - Vencedor d'una etapa a la Volta a Andalusia
- 1961
  - Vencedor d'una etapa a la Volta a Andalusia

### Resultats a la Volta a Espanya
- 1958. 35è de la classificació general
- 1961. 41è de la classificació general

### Resultats al Tour de França
- 1959. Abandona (15a etapa)